# Парфюм
Парфюм (на латински: „per“ и „fumare“, буквално „чрез дим“ – има се предвид окадяване с ароматно вещество, както в религиозни ритуали, например горене на тамян) е ароматизиращо вещество на базата на алкохоли или водни разтвори на алкохоли. Най-голямата концентрация в него е на етерични масла (най-често розово масло), разтворени в почти чист алкохол. В парфюмите се съдържат над 300 вещества от растителен, животински и химичен произход. В качеството на универсален разтворител се използва етанол с висока концентрация (96 %)
Натуралните масла, които се съдържат в парфюмите и придават техния специфичен аромат, се извличат под формата на смоли и сокове от различни части на растенията (листа, цветове, плодове, корени, стъбла, кора), а по-малка част от тях – от животински секрети (мускус от елен). За направата на някои парфюми, освен естествени аромати, могат да се използват и такива, които са изкуствено създадени. Това се налага при растения, които нямат собствен аромат, но са широко популярни сред населението (водна лилия).

## История
Парфюмерията, или изкуството на създаване на парфюми, се заражда в древна Месопотамия и древен Египет, като по-късно се усъвършенства от древните римляни и перси.
Според писмените записи за първия химик, който изработвал парфюми се счита жена, наречена Тапути. Тя е парфюмер, чието име се споменава в клинопис от второто хилядолетие преди Христа в Месопотамия. Тя дестилира цветя, масла и блатен аир с други други ароматични вещества, като след това ги филтрира и връща обратно в дестилатора няколко поредни пъти.
През 2005 г. в Пиргос, Кипър археолози откриват парфюми, които се считат за най-старите в света. Парфюмите датират от преди над 4 хиляди години. Те са открити в древна парфюмерийница – фабрика с размери 4000 m², в която се помещавали поне 60 дестилатори, съдове за смесване, фунии и парфюмни шишенца. В древни времена хората използвали билки и подправки, като бадеми, кориандър, мирта, иглолистна смола и бергамот, както и цветя.
Арабският химик Ал-Кинди (Алкиндус) написва книгата „Книга на Химията на Парфюмите и Дестилатите“ през IX век. Тя съдържа над сто рецепти за ароматни масла, мехлеми, ароматни води и заместители или имитации на скъпи лекарства. Книгата също така описва и 107 метода и рецепти за приготвяне на парфюми и необходимите за това принадлежности като алембик, който все още носи арабското си име.
Персийският химик Ибн Сина (известен още като Авицена) въвежда процеса за извличане на масла от цветя чрез дестилация. Това е и методът, който най-често се използва в днешни дни. Той провежда първите си експерименти с рози. Преди той да направи своето откритие течните парфюми били смес от масла и смачкани билки или листенца от цветя, която представлявала комбинация със силен аромат. Розовата вода била по-фина и мигновено придобила популярност. Както необработените съставки, така и технологията на дестилиране оказват значително влияние върху западната парфюмерия и върху развитието на науката, особено на химията.
Изкуството на парфюмерията е познато в Западна Европа от 1221 г., съдейки по рецептите на монасите от Санта Мария Новела от Флоренция, Италия. На изток през 1370 г. унгарците произвеждат парфюм, направен от ароматизирани масла, смесени с алкохолен разтвор, по заповед на Кралица Елизабет Унгарска. Тази смес е известна като унгарска вода. Изкуството на парфюмерията просперира по времето на Ренесанса в Италия, като през XVI век италиански парфюми били занесени във Франция от личния парфюмер на Катерина Медичи, Рене Флорентински (на италиански: Renato il fiorentino). Неговата лаборатория се свързвала с покоите на Катерина Медичи чрез таен коридор и по този начин се избягвала опасността някой от парфюмите да бъде откраднат по пътя. Благодарение на Рене Флорентински Франция бързо се превръща в един от центровете на европейското производство на парфюми и козметика. Отглеждането на цветя с цел извличане на парфюмната есенция от тях започва още през XIV век и по-късно се превръща в индустрия с ключово значение за икономиката на южна Франция. Примерно след XVIII век „парфюмна столица“ на страната става Грас в Прованс; по-късно тук е основан Международен музей на парфюма.
Между XVI и XVII век парфюмите се използват предимно от богатите за прикриване на телесните миризми, които се появявали в резултат от рядко къпане. Отчасти поради това покровителство е създадена парфюмерийната индустрия. В Германия италианският бръснар Джовани Паоло Фемини създава парфюмна вода, която нарича Aqua Admirabili, която в днешни дни е известна като одеколон (на френски: Eau de Cologne). По-късно неговият племенник Джовани Мария Фарина (чието немско име е Йохан Мария Фарина) поема бизнеса му през 1732 г.
Към XVIII век ароматични растения се отглеждат в района на Грас във Франция, както и в Сицилия и Калабрия в Италия, за да задоволяват нуждите от суровини на разрастващата се парфюмерийна индустрия. Дори в днешни дни Италия и Франция остават центъра на европейското производство и търговия с парфюми.

## Видове парфюми
Парфюмите и техните производни биват няколко вида в зависимост от количественото съотношение между алкохола и етеричните масла в тях. Съществуват съществени разлики в информацията от различните източници относно определението на различните видове парфюми. Интензивността и трайността на един парфюм се базира на концентрацията, интензивността и трайността на използваните ароматични съставки (натурални етерични масла или парфюмни масла). С увеличаването на процента на ароматичните съставки се увеличава и интензивността и трайността на създадения аромат. При описанието на приблизителната концентрация на парфюмите се използват специфични термини, които обикновено са неясни и неточни. Общоприетите термини за класификация на парфюмите са посочени в следния списък:
- Парфюмът (Le Parfum) е най-чистата и издръжлива форма на ароматизиращо средство. Трае над 12 – 18 часа и в него нормално се съдържат около 10 – 20% етерични масла, а останалото количество е алкохол и вода.
- Парфюмната вода (Eau de Perfume) е най-разпространената форма след парфюма и трае средно 8 – 12 часа.
- Тоалетната вода (Eau de Toilette) е по-малко издръжлива от парфюмната и трае 5 – 8 часа. Тя съдържа средно 2% етерични масла, 60 – 80% алкохол и около 20% вода.
- Одеколонът (Eau de Cologne) трае до 4 часа и съдържа 3 – 5% ароматни масла, 80 – 90% алкохол и около 10% вода.
- Ароматната вода (Perfumed Body Water) е много слабо ароматизирана, но е добро хидратиращо средство.

## Производство
Създаването на парфюмите се осъществява в четири процеса: събиране, екстракция, съчетаване и стареене.
- Първият процес цели събирането на цветя, треви, подправки и други изходни суровини от естествените им находища в природата или от специално предназначени места, където са били култивирани. Животинските екскрети се събират чрез обработка на мастната тъкан на различни видове животни, а изкуствено създадените аромати, от които се произвеждат синтетични парфюми, се получават в специализирани за това химични лаборатории.
- Екстракцията включва извличането на етерични масла от различни растения чрез методи като: дестилация на водни пари, екстракция с разтворител и мацерация.
- Съчетаването на маслата е много важен етап в създаването на парфюм с уникален аромат и се прави по предварително определена в производството формула и последващото им смесване с алкохол и вода.
- Стареенето на парфюма отнема от няколко седмици до няколко месеца.

Използването на парфюми от хората е от древни времена.

## Музеи на парфюмерията
Андора
- Музей на парфюма в Андора ла Веля
- Музей на парфюма в Ескалдес-Енгордан

Германия
- Музей на парфюма в Кьолн[8]

Испания
- Музей на парфюма в Барселона

Италия
- Музей на парфюма в Венеция
- Музей на парфюма в Милано

Мароко
- Музей на парфюма в Маракеш[9]

Обединени арабски емирства
- Музей на парфюма в Дубай

Ру̀ска федера̀ция
- Музей на парфюма в Санкт Петербург[10]

Франция
- Международен музей на парфюма в Грас[11]
- Музей на парфюма Galimard Èze-Village в Езе[12]
- Музей на парфюма в Париж
- Нова музей на парфюма в Париж
- Музей на парфюма в Присе[13]
- Музей на парфюмните бутилки в Ла Рошел
- Осмотека в Версай[14]